# 桶狭間 (名古屋市)
桶狭間（おけはざま）は、愛知県名古屋市緑区の町名。現行行政地名は桶狭間（丁番を持たない単独町名）および有松町大字桶狭間。住居表示未実施。

## 地理
桶狭間（丁番なし）は名古屋市緑区の東部に位置し、南に桶狭間上の山、北に桶狭間北、西に桶狭間神明と南陵、東に豊明市栄町と接する。

## 歴史
知多郡桶廻間村を前身とする。江戸期には「桶狭間」や「桶廻間」、「桶迫間」等の表記があったが、明治時代以降は「桶狭間」に統一されている。
後述の通り1893年には有松町の一部となっているが、もともと有松は東海道整備による開発のため桶廻間村から分離独立した村であり、地名の歴史としては桶狭間のほうが先である。
桶狭間の地名は主に桶狭間の戦いとして知られている。合戦が行われたとされる地は隣接する豊明市にまたがっており諸説あるが、緑区側にはそれを示すものとして桶狭間古戦場公園（桶狭間北三丁目所在）が存在する。

### 地名の由来
古くは洞迫間（くけばさま、ほけばさま）と呼ばれていたのが変化したものとされる。狭間は丘陵と谷底平野が交錯する地形を意味する。

### 沿革

#### 有松町大字桶狭間
- 1878年（明治11年）12月28日 - 桶廻間村が追分村・追分新田・木之山村・八ツ屋新田・又右衛門新田・伊右衛門新田・長草村と合併し、共和村の一部となる[9]。
- 1881年（明治14年） - 旧桶廻間村域が共和村より分立し桶狭間村となる[9]。
- 1889年（明治22年）10月1日 - 町村制施行・合併に伴い、共和村大字桶狭間となる[9][注釈 1]。
- 1893年（明治26年）12月4日 - 大字桶狭間が共和村より分離し有松町へ編入[9]。
- 1964年（昭和39年）12月1日 - 名古屋市緑区へ編入し、同区有松町大字桶狭間となる[9]。
- 1988年（昭和63年）9月25日 - 一部が桶狭間北二〜三丁目となる[9]。
- 1989年（平成元年）10月8日 - 一部が野末町となる[9]。
- 2001年（平成13年）2月17日 - 一部が有松愛宕・有松三丁山・有松南・緑花台となる[10]。
- 2009年（平成21年）11月7日 - 一部が有松・桶狭間切戸・桶狭間清水山・桶狭間神明・桶狭間森前・清水山一〜二丁目・南陵・文久山となり、一部を野末町へ編入[11]。
- 2010年（平成22年）11月6日 - 一部が桶狭間・桶狭間上の山・桶狭間南となる[12]。
- 2016年（平成28年）10月8日 - 一部が有松幕山・桶狭間西・桶狭間巻山となる[13]。

#### 桶狭間
- 2010年（平成22年）11月6日 - 緑区有松町大字桶狭間（字喜三田、字寺前の一部、字林下、字セト山、字樹木の一部、字郷前の一部、字藪下の一部、字上ノ山の一部）の一部より、同区桶狭間が成立[1]。

## 世帯数と人口
2019年（平成31年）3月1日現在の世帯数と人口は以下の通りである。
| 町丁   | 世帯数  | 人口    |
| ------ | ------- | ------- |
| 桶狭間 | 466世帯 | 1,135人 |

### 人口の変遷
国勢調査による人口の推移
| 2015年（平成27年） | 1,102人 | [ 14 ] |  |

## 学区
市立小・中学校に通う場合、学校等は以下の通りとなる。また、公立高等学校全日制普通科に通う場合の学区は以下の通りとなる。
| 番・番地等 | 小学校                 | 中学校               | 高等学校 |
| ---------- | ---------------------- | -------------------- | -------- |
| 全域       | 名古屋市立桶狭間小学校 | 名古屋市立有松中学校 | 尾張学区 |

## 施設
- 長福寺
- 名古屋市立有松中学校
- 有松神社

## その他

### 日本郵便
- 郵便番号 : 458-0925[4]（集配局：緑郵便局[17]）。